# جی‌ای اروسپیس
جی‌ای اروسپیس (به انگلیسی: GE Aerospace) شرکت هوافضای آمریکایی است، که در زمینه طراحی، توسعهٔ فناوری و تولید موتورهای هواگرد، از جمله موتورهای جت و همچنین سامانه‌های راهبری هوایی فعالیت می‌نماید.
شرکت جی‌ای اروسپیس در سال ۱۹۱۷ توسط جی‌ای راه‌اندازی شد و اکنون به‌همراه شرکت‌های سافران، رولز-رویس هلدینگز و پرت اند ویتنی، به‌عنوان یکی از بزرگترین تولیدکنندگان موتورهای جت و قطعات هواگرد در جهان شناخته می‌شود.